# سیارک ۱۸۶۶۸
سیارک ۱۸۶۶۸ (به انگلیسی: 18668 Gottesman، نامگذاری:1998FU62) هجده هزار و ششصد و شصت و هشتمین سیارک کشف شده‌است که در ۲۰ مارس ۱۹۹۸ کشف شد.
قدر مطلق سیارک برابر ۲۰.۴ است.